# COVID-19
COVID-19 (abreviere din engleză Coronavirus Disease 2019), de asemenea cunoscut sub numele de sindromul respirator acut 2019-nCoV, sindromul respirator acut sever 2 și pneumonia Wuhan, este un sindrom respirator viral cauzat de coronavirusul sindromului respirator acut sever 2 (SARS-CoV-2). Acesta este sindromul implicat în pandemia de coronavirus 2019-2022.
Covid-19 a apărut în 2019. Modul primar de infecție la om este transmiterea om-om, care are loc în general prin picături de secreții respiratorii de la persoane infectate care sunt expulzate prin strănut, tuse sau expirație. Virusul are o perioadă de incubație în general de între 2 și 14 zile, cu o medie de 3 zile, deși au fost raportate cazuri cu o perioadă de incubație de până la 24 de zile. Transmiterea poate fi limitată prin vaccinare, spălarea pe mâini, igienă, purtarea de măști chirurgicale și prin păstrarea distanțării fizice. .
Boala poate inițial să se prezinte asimptomatic sau cu puține simptome, iar ulterior poate dezvolta febră, tuse, dificultăți de respirație, dureri musculare și oboseală, urmate de pneumonie, sindrom de detresă respiratorie acută și deces. Există vaccinuri de ceva timp dar se menționează că eforturile sunt de obicei limitate la ameliorarea simptomelor și măsuri de susținere. Orice persoană care bănuiește că este purtătoare a virusului este sfătuită să poarte o mască chirurgicală de față și să ceară sfatul medicului prin telefon în loc de a vizita în persoană o clinică.
Boala a fost identificată pentru prima dată în orașul Wuhan, capitala provinciei Hubei din China, în rândul pacienților care au dezvoltat pneumonie fără o cauză clară. Pe fondul răspândirii rapide a bolii, Organizația Mondială a Sănătății a declarat focarul drept o Urgență de Sănătate Publică de Interes Internațional, decizia fiind bazată pe impactul pe care virusul l-ar putea avea asupra țărilor mai sărace, cu infrastructuri mai slabe de asistență medicală. Infecții au fost raportate în întreaga lume occidentală și Asia-Pacific, în cea mai mare parte la turiști provenind din China Continentală, cu transmitere locală raportată în România, Italia, Spania, Germania, Franța, Hong Kong, Vietnam, Thailanda, Singapore, Japonia, Coreea de Sud și Australia. Decese au fost raportate în China Continentală, în Filipine, Hong Kong și Japonia. Începând cu 11 februarie 2020, China Continentală este considerată ca o zonă cunoscută cu transmitere comunitară de SARS-CoV-2.
COVID-19 îi afectează mai ales pe cei peste 65 de ani, în special pe cei cu comorbidități.

## Semne și simptome
Persoanele infectate pot fi asimptomatice sau pot prezenta simptome, precum febră, tuse și dificultăți de respirație. Diareea sau simptome respiratorii superioare (de exemplu: strănut, nas înfundat, dureri în gât) sunt mai puțin frecvente. Infecțiile pot deveni severe, progresând până la pneumonie, insuficiență multiplă de organe și deces.
În perioada de incubație, timpul de expunere la debut, este estimat la 2 la 10 zile de către Organizația Mondială a Sănătății și 2 până la 14 zile de Centrele pentru Controlul si Prevenirea Bolilor (CDC) din SUA.

### Efecte psihologice
Efectele psihologice pot fi cauzate de sentimentul situării în carantină, restricțiile de călătorie și de izolare. La sfârșitul lunii ianuarie 2020, Comisia Națională de Sănătate a Chinei a publicat un ghid național de intervenție psihologică pentru această boală, recomandând îngrijirea sănătății mintale a persoanelor afectate, a celor apropiați, a celor izolați la domiciliu, a familiilor și prietenilor persoanelor afectate, a lucrătorilor în sistemul medical și a populației care are nevoie de așa ceva.

## Cauză
Cauza infecției este coronavirusul sindromului respirator acut sever 2 (SARS-CoV-2), cunoscut și sub numele de coronavirusul 2019-nCoV. Se crede că virusul are origine zoonotică, probabil de la liliecii din familia Rinolofide.
Principalul mod de transmitere este prin picături de secreții respiratorii de la persoane infectate care sunt eliminate prin strănut, tuse sau expirație. Oficiali din Shanghai au confirmat mai multe moduri de transmitere, inclusiv transmiterea directă, transmiterea prin contact și transmiterea prin aerosoli, cele două din urmă implicând atingerea unei suprafețe contaminate cu picături de secreții respiratorii infectate și inhalarea aerului contaminat cu picături de secreții respiratorii infectate.

## Diagnostic

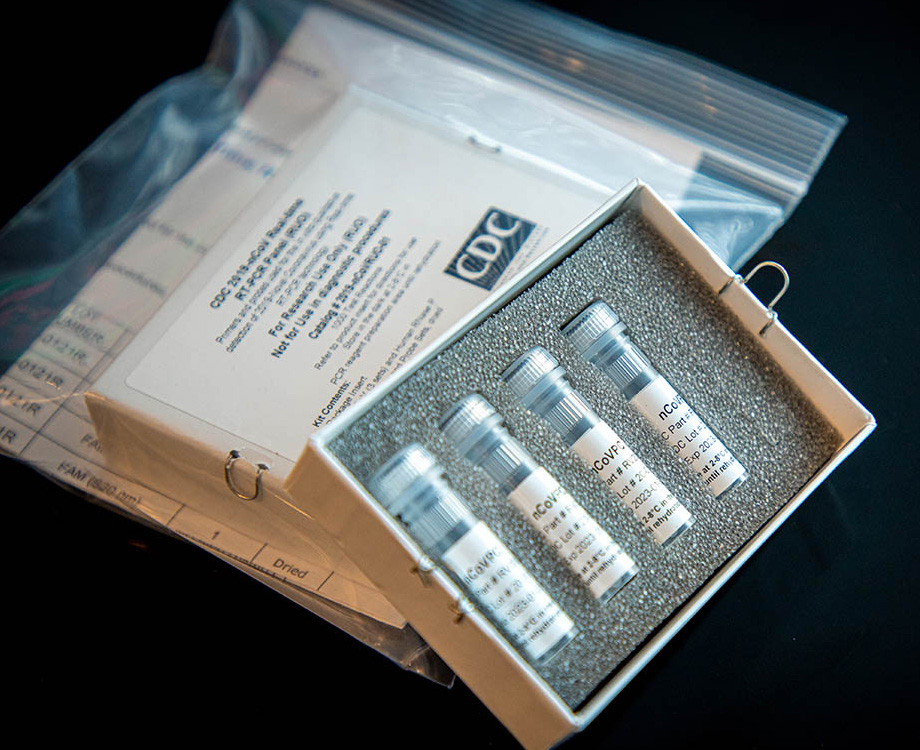
Kit de test de laborator CDC pentru coronavirusul 2019-nCoV.

OMS a publicat mai multe protocoale de testare pentru boală. Testarea folosește transcrierea inversă-reacția în lanț a polimerazei în timp real (rRT-PCR). Testul poate fi făcut pe mostre respiratorii sau probe de sânge. Rezultatele sunt în general disponibile în termen de câteva ore sau zile. Cercetătorii chinezi au reușit să izoleze o tulpină de coronavirus și au publicat secvența genetică, astfel încât laboratoare din întreaga lume au putut dezvolta în mod independent teste PCR pentru a depista infecția cu acest virus.
Recomandările de diagnosticare publicate de Spitalul Zhongnan de la Universitatea Wuhan sugerează metode bazate pe caracteristicile clinice și risc epidemiologic. Acestea implică identificarea pacienților care au avut cel puțin două dintre următoarele simptome, pe lângă o călătorie în Wuhan sau contact cu alți pacienți infectați: febră, imagistică specifică pneumoniei, nivel normal sau redus de celule albe în sânge, sau număr redus de limfocite.

## Prevenție
Organizații ale sănătății din întreaga lume au publicat măsuri preventive pentru a reduce șansele de infecție. Recomandările sunt similare cu cele publicate în cazul altor coronavirusuri și includ: spălarea frecventă a mâinilor cu apă și săpun, evitarea atingerii ochilor, nasului sau gurii cu mâinile nespălate, și practicarea unei bune igiene respiratorii.
Pentru a preveni transmiterea, CDC recomandă ca persoanele infectate să stea acasă, cu excepția cazului când necesită îngrijiri medicale. Este necesară contactarea furnizorului de servicii medicale înainte de a-i vizita, purtarea unei măști pe față (în special în public), acoperirea gurii la tuse și strănut cu un șervețel, spălarea regulată pe mâini cu apă și săpun și evitarea folosirii la comun a obiectelor de uz personal.
La nivelul Uniunii Europene, vaccinarea contra COVID se consideră expirată după 270 zile de la ultima vaccinare. Sau după 180 zile de la infectare.

## Dezinformare
După izbucnirea inițială a virusului COVID19, dezinformarea cu privire la originea, amploarea, prevenirea, tratamentul și alte aspecte ale bolii s-a răspândit rapid online.
În septembrie 2020, Centrele americane pentru Prevenirea și Controlul Bolilor (CDC) au publicat estimări preliminare ale riscului de deces pe grupe de vârstă în Statele Unite, dar aceste estimări au fost pe scară largă raportate greșit și interpretate greșit.

## Management
În timp ce nu există tratamente eficiente împotriva acestei boli, există necesitatea gestionării manifestărilor clinice și complicațiilor rezultate. OMS a publicat recomandări detaliate de tratament pentru pacienții spitalizați cu forme severe de infecție respiratorie acută (SARI), atunci când este suspectată infecția cu nCoV. OMS a recomandat, de asemenea, crearea de studii controlate randomizate cu voluntari pentru testarea siguranței și eficacității potențialelor tratamente.
În ianuarie 2020 au fost inițiate primele cercetări pentru identificarea de potențiale tratamente pentru boală, dar dezvoltarea de terapii noi poate dura până în 2021. Centrul Chinez pentru Controlul și Prevenirea Bolilor a început testarea de tratamente existente pneumonie cauzată de coronavirus la sfârșitul lunii ianuarie. Au fost studiate și de inhibitorul de polimerază ARN remdesivir și interferon beta.
La sfârșitul lunii ianuarie 2020, cercetători din China și-au exprimat intenția de a începe teste clinice cu remdesivir, clorochină și lopinavir/ritonavir, toate părând a avea „efecte inhibitoare destul de bune” asupra virusului la nivel celular în cercetare exploratorie. Pe 5 februarie 2020, China a început brevetarea utilizării de remdesivir pentru această boală.
Ministerul Sănătății din Rusia a identificat trei medicamente pentru adulți care pot ajuta la tratarea bolii la sfârșitul lunii ianuarie 2020. Potrivit acestora, medicamentele ribavirină, lopinavir/ritonavir și interferon beta-1b pot fi folosite pentru a lupta împotriva coronavirusului. Aceste medicamente sunt de obicei folosite pentru a trata hepatita C, HIV și scleroza multiplă. Ministerul Sănătății din Rusia a oferit descrieri și ghiduri despre modul de funcționare al tratamentelor, precum și cantitățile în care trebuie prescrise de medici în spitalele din toată Rusia. În luna februarie, a fost raportat că China a început testarea triazavirin, un medicament anti-viral rus din 2014, în speranța că acesta ar putea fi de ajutor în controlul noului coronavirus. Triazavirin a fost dezvoltat la Ural Federal University în Ekaterinburg, inițial pentru a combate H5N1. Datorită asemănărilor dintre cele două infecții, cercetatorii au văzut potențialul testării, potrivit rapoartelor. Se susține că medicamentul este eficace împotriva febrei Văii Marelui Rift și virusului West Nile, precum și împotriva altor infecții virale.

## Epidemiologie
Ratele de mortalitate și prevalență din cauza infecției nu sunt bine stabilite. În timp ce în caz rata de fatalitate a suferit modificări de-a lungul timpului, în actuala epidemie, proporția infecțiilor că progresul diagnosable boala rămâne neclar. Cu toate acestea, o cercetare preliminară a cedat caz rata de fatalitate numere între 2% și 3%, și în ianuarie 2020, CARE a sugerat că acest caz rata de fatalitate a fost de aproximativ 3%. O unreviewed Imperial College preprint studiu în rândul a 55 de cazuri fatale remarcat faptul că primele estimări de mortalitate ar putea fi prea mare ca infecții asimptomatice sunt pierdute. Ei au estimat o infecție fatalitate (raportul mortalității în rândul infectate) de la 0,8%, atunci când inclusiv purtătorii asimptomatici la 18% când se include numai în cazuri simptomatice din provincia Hubei.
Pe 13 februarie 2020, 60.409 de cazuri au fost confirmate, din care 8.047 sunt severe (13%), iar 1.370 de persoane au decedat și 6.285 s-au recuperat.  Proporția decedați/(decedați + recuperați) este de 18,5%.

## Prognostic
Din primele 41 de cazuri care au fost internate în spitalele în Wuhan, 13 (32%) persoane au necesitat de terapie intensivă, iar 6 (15%) persoane au murit. Dintre cei care au murit, mulți aveau deja o stare de sănătate precară, suferind de boli, precum hipertensiune arterială, diabet zaharat sau boli cardiovasculare, care le-au afectat sistemul imunitar. O ipoteză posibilă ar putea fi faptul că persoanele care se încadrează în aceste condiții au o alimentație fără NaCl, iar o completare a alimentației cu NaCl în limitele de a nu înrăutăți parametrii bolilor cronice a dus la cel puțin o evoluție favorabilă sesizabilă.
În primele cazuri care au avut ca rezultat decesul, timpul median al sindromului a fost calculat la zile, cu o amplitudine totală de la 6 la 41 de zile.
Conform https://www.worldometers.info/coronavirus/, la data de 9 aprilie 2020, ora 00:00, erau 1.508.224 cazuri confirmate, dintre care 88.280 decedați și 329.542 vindecați, urcând rata de fatalitate la 5.85% la nivel mondial.
În România, la data de 13 aprilie 2024 erau raportate 3,529,735 de cazuri și 68,929 decese.